# Sandra Eggermont

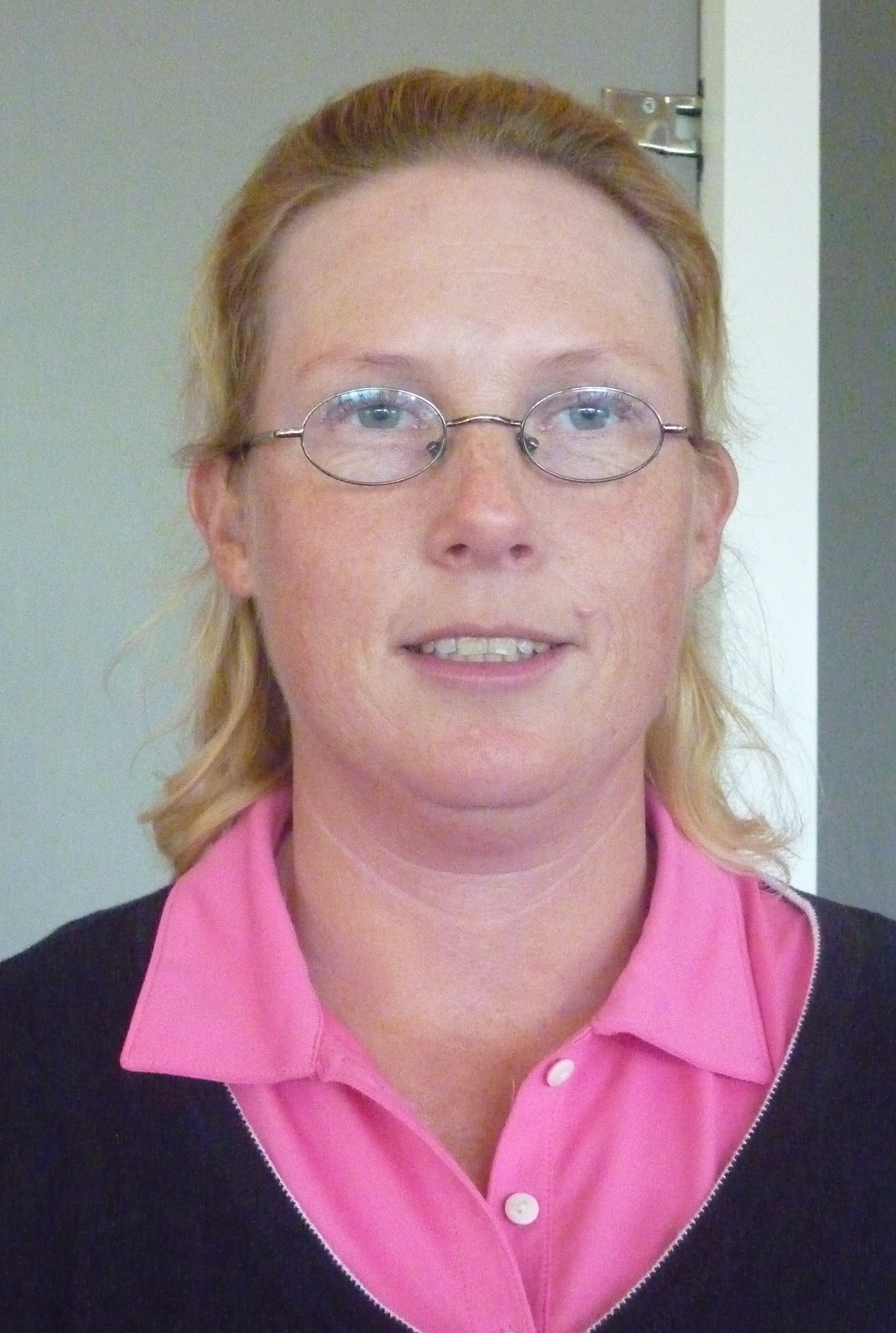
Op Golfclub Rijswijk, 2011

Sandra Eggermont (Rotterdam, 30 augustus 1976) is een Nederlandse golfprofessional. 

## Gewonnen als amateur
- 1999: Matchplay kampioene op Golf Centrum Rotterdam

## Professional
Begin 2004 begon Eggermont aan de opleiding golfprofessional B. Ze speelt nu de Nederlandse PGA Tour en enkele toernooien in het buitenland. 

In 2006 werd ze 2de achter Liz Weima bij de dames profkampioenschappen op Het Rijk van Nijmegen.

In 2007 won zij met 71-76 het NK Strokeplay op Golf & Countryclub 't Sybrook. De overwinning leverde ook een wildcard op voor het Ladies Open van 2008.

In 2009 won ze op de Monday Tour op Nunspeet, werd ze 2de op Naarderbos en Herkenbosch, 3de op Grevelingenhout en 4de op Maastricht International. Bij het Nationaal Open op de Haagsche werd ze gedeeld 5de. Op The Berkshire kwalificeerde Eggermont zich voor het tweede kwalificatietoernooi voor het Brits Open, maar in Fairhaven waren de resultaten niet goed genoeg om verder door te gaan.
In 2012 won Eggermont de eerste editie van het PGA Kampioenschap Matchplay op de Amsterdamse Golf Club. Finaliste was Annemieke de Goederen.

#### Gewonnen
- 2007: NK Strokeplay op 't Sybrook, Nederlandse Order of Merit
- 2008: Nederlandse Order of Merit
- 2009: Monday Tour op Nunspeet
- 2010: Monday Tour op Groene Ster en Naarderbos
- 2012: PGA Kampioenschap Matchplay